# Rob Menendez
Robert Jacobsen Menendez Jr. (nacido el 12 de julio de 1985) es un abogado y político estadounidense, miembro de la Cámara de Representantes de los Estados Unidos por el 8.º distrito congresional de Nueva Jersey desde 2023, anteriormente se ha desempeñado como comisionado de la Autoridad Portuaria de Nueva York y Nueva Jersey desde 2021 a 2023. Es hijo del exsenador estadounidense Bob Menendez.

## Temprana edad y educación
Menendez asistió a The Hudson School en Hoboken, Nueva Jersey, y se graduó en 2003. Recibió una licenciatura en Ciencias Políticas de la Universidad de Carolina del Norte en Chapel Hill y un Doctorado en Jurisprudencia de la Facultad de Derecho de Rutgers.

## Carrera profesional
Menendez es abogado de Lowenstein Sandler LLP.
Menendez fue nominado para ser comisionado de la Autoridad Portuaria de Nueva York y Nueva Jersey por el gobernador Phil Murphy luego de que su nominación anterior, Amy Rosen, se estancara. Prestó juramento el 4 de junio de 2021. Su nombramiento marcó la primera vez que un latinoamericano formó parte de la junta.
El demócrata titular Albio Sires del distrito 8 del Congreso de Nueva Jersey anunció su retiro y, posteriormente, su apoyo a Menéndez para el escaño. Su padre representó el área ante Sires desde 1993 hasta 2006, cuando se le nombró distrito 13 del Congreso.